# Mericarpaea
Mericarpaea  es un género de plantas fanerógamas perteneciente a la familia de las rubiáceas. Incluye una sola especie: Mericarpaea ciliata (Banks & Sol.) Eig (1937).
Es nativo del oeste de Asia.